# 独学大全
『独学大全』（どくがくたいぜん）は、読書猿による、2020年の日本の書籍。

## 概要
2020年9月にダイヤモンド社から出版された。
版元の宣伝では「勉強法の百科事典」と銘打ち、各種の先行文献（古くはギリシャ哲学）を「著者独自の視点」による「55の技法」に整理したと主張する。
内容は大きく3部に分かれ、勉強の動機づけと継続を身につける方法に始まり、対象分野の資料・文献を探す方法とその整理法、資料・文献を読んで学ぶ方法にまとめられている。
「最小の労力で最大の効果」を標榜する一般的なビジネス書とは異なり、紙で800ページという分量であるが、出版社の担当者は「辞書のように使ってもらうイメージ」と述べている。
Amazonの協力で週刊東洋経済から配信されている週間ビジネス・経済書の売上ランキングの2020年10月11日 - 10月17日のランキングで1位になる。発売から3か月が経っていない時点で、11万部（7刷）に達した。2022年10月、14刷が決定し、合計26万部に達した。